# Anisia infima
Anisia infima là một loài ruồi trong họ Tachinidae.